# Малинівка (Миргородський район)
Мали́нівка — село в Україні, у Миргородській міській громаді Миргородського району Полтавської області. Населення становить 206 осіб. Колишній орган місцевого самоврядування — Шахворостівська сільська рада.

## Географія
Село Малинівка знаходиться на лівому березі річки Лихобабівка, вище за течією на відстані 6 км розташоване село Шарківщина, нижче за течією на відстані 3,5 км розташоване село Трудолюб, на протилежному березі — село Шахворостівка. На річці велика загата.